# Сихров (замък)
Сихров (на чешки: Zámek Sychrov) е неоготически замък, намиращ се в едноименното село на 16 km южно от град Либерец в Либерецкия край на Чешката република. Съвременният замък, построен през XVIII век, е национален паметник на културата на Чешката република. Замъкът е уникален пример на неоготическо благородническо имение от втората половина на XIX век. Понастоящем замъкът принадлежи на държавата и е достъпен за посещения от 1950 г. Освен сградата на замъка със съхранена мебелировка, комплексът включва и просторен парк. В Сихров традиционно се провежда музикален фестивал на името на чешкия композитор Антонин Дворжак.

## История
На мястото на днешния замък първоначално е съществувало укрепление, разрушено по време на Тридесетгодишната война. Между 1690 и 1693 г. тогавашните владетели на Сихров, родът Ламотови от Фринтроп, изграждат на мястото му двуетажен бароков замък. През 1820 г. замъкът е закупен от рода Роан – едно от най-знатните аристократични семейства на Франция, което е принудено да напусне Франция след революцията, и Сихров се превръща в едно от основните им седалища. Тъй като старият бароков замък не отговаря на изискванията на представителност и комфортен живот, принц Шарл дьо Роан го разширява в стила на късния класицизъм.
Последният владетел от рода, Ален Роан, получава германско гражданство през 30-те години на XX век. След Втората световна война имотът на Роан е конфискуван от чехословашката държава с декрет №12/1945 Sb.

## Строителни работи
Бароковият замък, построен първоначално между 1690 и 1693 г. е представлявал обикновена сграда, чиито стени са запазени в парковото крило на съвременната основна постройка. Тя от своя страна е построена в непосредствена близост до други сгради, с които образува вътрешния двор и двора на замъка.
Първата значима реконструкция е през първата половина на 30-те години на XIX век в стил ампир. Между 1847 и 1862 г. е извършена друга реконструкция – мащабни дейности в романтичния стил на неоготиката, според плановете на Йозеф Прувот, които дават на замъка съвременния му вид. Уникален характер носят работите на сихровския резбар Петър Бушек, който изработва в продължение на няколко години в работилницата си редица дървени ламперии и резбовани тавани на салоните на замъка, както и почти всички мебели.
През 20-те години на XX век е извършена модернизация в стила на функционализма, по време на която е отстранена голяма част от остарялата декорация. Някои от дърворезбите на Бушек по вътрешните и външните еркери са свалени. По същото време е премахната и измазаната тухлена зидария на кулите, която е заменена с дялан камък. Реконструкцията, започната през 90-те години, се стреми да възстанови изгледа на замъка от XIX век.

## Други
Към замъка работи златарско ателие. В началото на XXI век Сихров е под управлението на Националния институт за културно наследство, където фигурира под номер 23838/5 – 4463.
Комедийният филм от 1997 г. „Козметичката и звяра“ с участието на Фран Дрешър и Тимъти Далтън и военният филм от 2022 г. „На западния фронт нищо ново“ са заснети в замъка.